# CYP4B1
CYP4B1‏ (Cytochrome P450 family 4 subfamily B member 1) هوَ بروتين يُشَفر بواسطة جين CYP4B1 في الإنسان.